# Центр физико-технических проблем энергетики Севера
Центр физико-технических проблем энергетики Севера Кольского научного центра РАН (ЦЭС КНЦ РАН) — исследовательский центр, научная деятельность которого связаны с исследованием и обоснованием экологически и социально эффективных путей развития энергетики с учетом специфики региона в новых условиях хозяйствования; с исследованием проблем надежного и эффективного электроснабжения потребителей в специфических условиях Севера и применения электроэнергии в технологиях добычи и переработки минерального сырья.
Расположен в городе Апатиты Мурманской области.

## История
В 1950 году при преобразовании Кольской Научной базы имени Кирова в Кольский филиал АН СССР, в его состав добавлен Отдел гидроэнергетики, задачей которого являлось изучение гидроэнергетических ресурсов Кольского полуострова.
В 1961 году Гидроэнергетический Отдел был преобразован в Лабораторию энергетики Горно-металлургического института КФАН СССР. Результаты исследований лаборатории были использованы при составлении гидроэнергетического кадастра и строительстве Серебрянского и Териберского каскадов.
В конце 50-х — начале 60-х годов в ходе интенсивного развития промышленности и энергетической системы Кольского полуострова выдвинул новые задачи по прокладке отопления в промышленных предприятий и городах, а также по строительству и эксплуатации тепловых ГРЭС и ТЭЦ.
В 1973 году преобразован в Отдел энергетики, ставший самостоятельным подразделением КФАН СССР.
В 1990 году Отдел энергетики был преобразован в Институт физико-технических проблем энергетики Севера Кольского научного центра РАН.
C 1993 по 2000 год директором Института был Елохин Владислав Романович.
С 2000 года институт возглавляет член-корреспондент АЭН РФ, доктор технических наук Ефимов Борис Васильевич.
С 2019 года Центр возглавил к.т.н. Селиванов Василий Николаевич.
На основании постановления Президиума КНЦ РАН от 25 марта 2004 года № 2 создан Филиал Кольского научного центра РАН — Центр физико-технических проблем энергетики Севера как обособленное структурное подразделение Кольского научного центра Российской академии наук.

## Основные направления научной деятельности
- Исследование и обоснование экологически и социально эффективных путей развития энергетики с учетом специфики региона в новых условиях хозяйствования.
- Исследование проблем надежного и эффективного электроснабжения потребителей в специфических условиях Севера и применения электроэнергии в технологиях добычи и переработки минерального сырья.[2]